# Fabricius (cràter)
Fabricius és un cràter d'impacte de la Lluna que està situat dins la part nord-est del cràter Janssen. A la vora nord-nord-est es troba el cràter Metius, una mica més gran. Fabricius té diversos pics centrals que s'eleven a 0,8 km, amb una pujada escarpada cap al nord-oest en direcció nord-sud. La vora és desigual i apareix lleugerament disgregada, més notablement al sud-oest i al sud

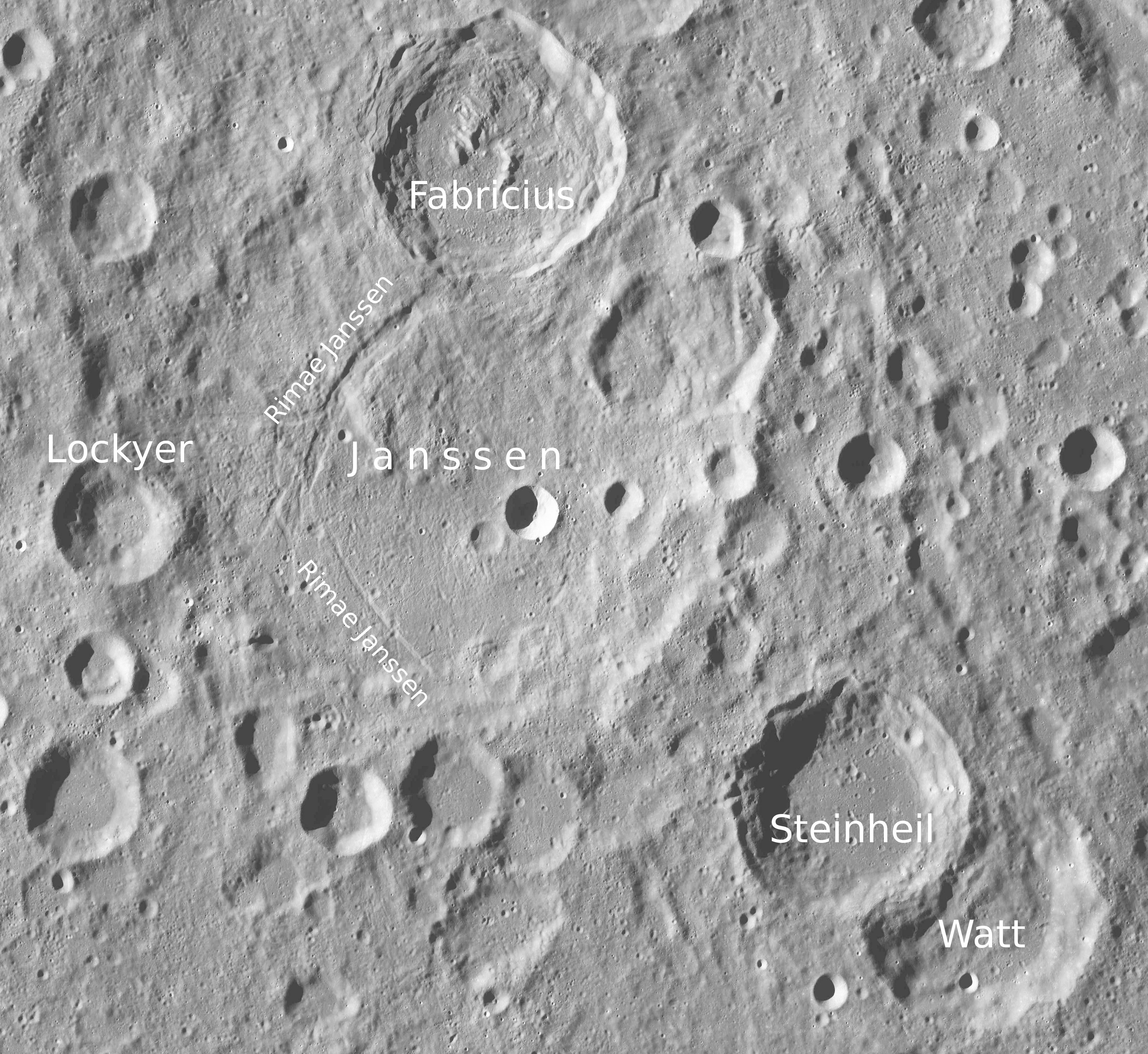
Localització de Fabricius (centre superior de la imatge)
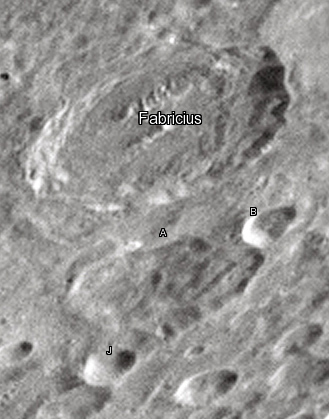
Cràters satèl·lit

Té 78 quilòmetres de diàmetre i 2.500 metres de profunditat. És posterior al període Eratostenià (fa entre 3,2 i 1,1 milions d'anys). Porta el nom de David Fabricius, un astrònom alemany del segle xvi.

## Cràters satèl·lit
Per convenció aquests elements són identificats en els mapes lunars posant la lletra en el costat del punt central del cràter que està més proper a Fabricius.
| Fabricius | Coordenades                          | Diàmetre |
| --------- | ------------------------------------ | -------- |
| A         | 44° 36′ S, 44° 00′ E / 44.6°S,44.0°E | 45 km    |
| B         | 43° 36′ S, 44° 54′ E / 43.6°S,44.9°E | 17 km    |
| J         | 45° 48′ S, 45° 12′ E / 45.8°S,45.2°E | 16 km    |